# Bernd Lichte
Bernd Lichte (* 24. Oktober 1952 in Kaufungen) ist ein ehemaliger deutscher Fußballspieler und heutiger -trainer.

## Karriere
Seine Karriere begann Lichte in der Jugend der SG Kaufungen. 1970 wurde er in den Kader der ersten Mannschaft aufgenommen. In der Saison 1972/73 spielte er in der Bezirksoberliga. 1973 wechselte Bernd Lichte zum KSV Baunatal, für den er drei Jahre in der Hessenliga spielte. 1976 folgte der Aufstieg in die 2. Bundesliga Süd. In der Saison 1976/77 erzielte Lichte in 17 Partien ein Tor.
1976 ging er zum KSV Hessen Kassel, wo er in zwei Spielzeiten in der damals drittklassigen Oberliga Hessen 42 Partien absolvierte und neun Tore erzielte. Nach zwei weiteren Saisons beim Ligakonkurrenten FSV Bergshausen ging Bernd Lichte 1981 zurück zum KSV Baunatal, für den er in der Saison 1983/84 letztmals zum Einsatz kam.
Später stieg er im Verein ins Trainergeschäft ein und trainierte zehn Jahre die Jugend der Baunataler. Jeweils von 1997 bis 2005, wo man 1999 den Aufstieg in die Oberliga Hessen feierte und 2001 sensationeller Zweiter wurde, und von 2006 bis 2008 trainierte Lichte die erste Mannschaft des Vereins.

## Privates
Sein Sohn Jan-Moritz Lichte, derzeit Co-Trainer bei Hannover 96, spielte unter ihm beim KSV Baunatal. Dessen Bruder Henning ist Kapitän des Viertligisten Berliner AK 07. Bernd Lichtes Bruder Volker ist der Fitness-Trainer der deutschen Nationalmannschaft.

## Erfolge
Als Spieler
- Aufstieg in die 2. Bundesliga Süd mit dem KSV Baunatal: 1976

Als Trainer
- Aufstieg in die Oberliga Hessen mit dem KSV Baunatal: 1999
- Vizemeisterschaft in der Oberliga Hessen mit dem KSV Baunatal: 2001